# 保宁路
保宁路，元朝行政区划。
元朝初期设立东川路元帅府。元至元十三年（1276年），升保宁府。至元二十年（1283年），罢元帅府，改保宁府置保宁路，治阆中县（今四川阆中市）。辖境相当今四川省阆中、苍溪、南部等市县。至元二十年（1285年）十月，后复改保宁府，隶属于广元路。